# 러시아 차르국
러시아 차르국(러시아어: Русское царство 루스코예 차르스트보[*])은 1547년 모스크바 대공국의 이반 4세가 차르의 칭호를 사용하기 시작한 이후 1721년 표트르 대제가 러시아 제국을 선언할 때까지 사용된 러시아의 공식 국호이다. 모스크바 차르국이라는 이름으로도 알려져 있다.

## 국호
일부 연구자들은 서유럽 여러 나라에서 이 국가를 초기 국호인 루스 차르국이나 후기 국호인 러시아 차르국 대신 모스크바 차르국이라고 불리게 된 것은 라이벌 관계에 있던 폴란드-리투아니아 연방의 정치적 이해 관계가 원인이라고 지적이 있었다. 이 말은 러시아의 역사가 사이에서 빈번하게 사용되었고, 러시아인들에게도 널리 인정받고 있었다. 차르국은 "러시아 깃발"이 아닌 "왕국 깃발"을 갖고 있었고, 금색을 띤 쌍두 수리가 성 블라디미르의 붉은 문장과 황색의 직사각형 모양이 합쳐진 것이 차르의 깃발이 되었다.

## 역사

### 류리크 왕조(1547년 ~ 1598년)

#### 제3의 로마제국

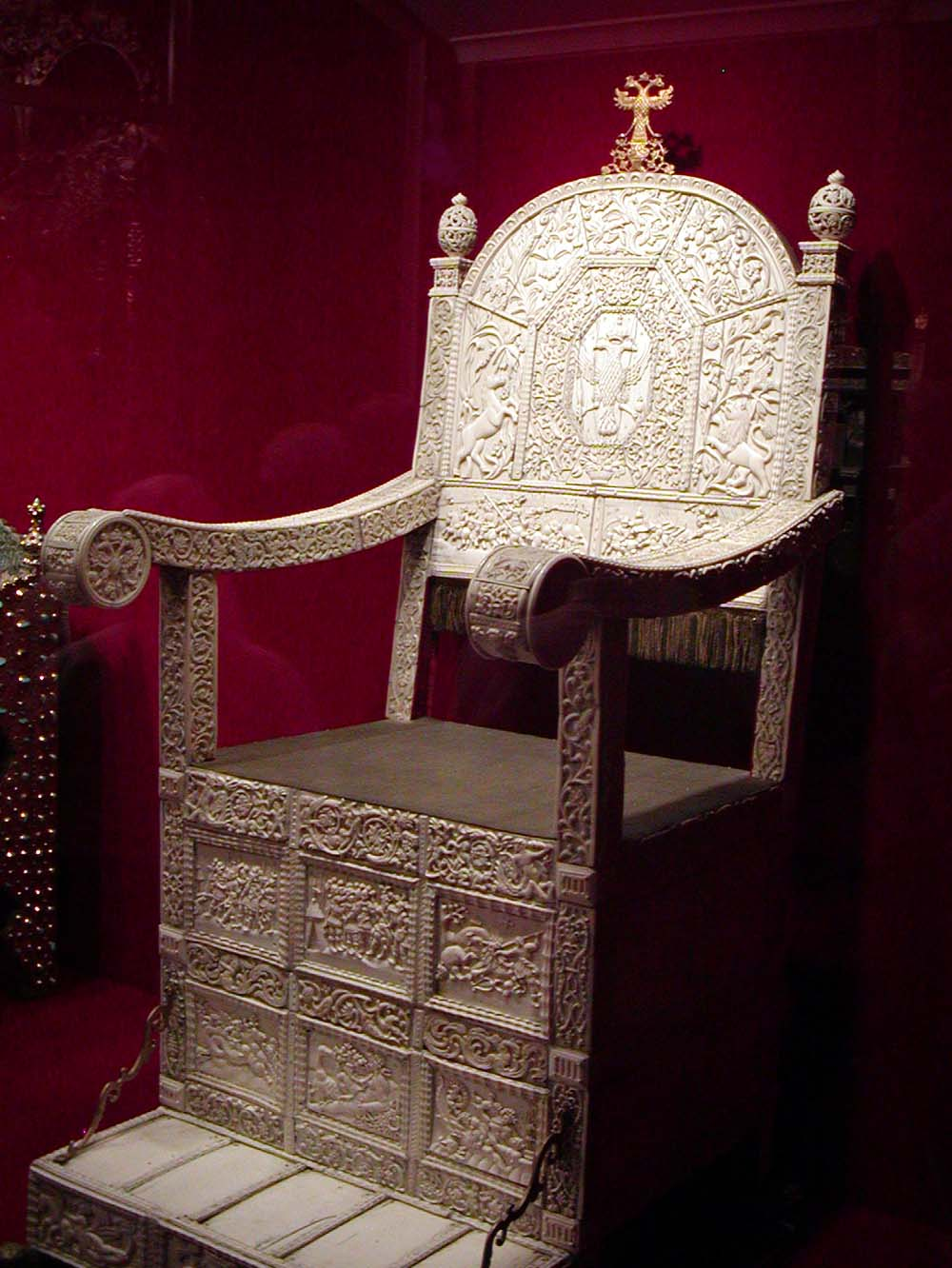
뇌제 이반의 상아 옥좌.

모스크바 대공국의 이반 3세는 동로마 제국의 마지막 황제의 조카딸 소피아 팔라이올로기나와 결혼하였는데, 1453년 제2의 로마였던 콘스탄티노폴리스가 오스만 제국의 손에 함락된 이후,
기존에 쓰이던 대공을 의미하는 군주 칭호인 벨리키 크냐지 대신 황제라는 뜻의 차르를 군주의 호칭으로 처음 사용하면서 러시아의 수도 모스크바는 일찍이 기독교 세계의 중심이었던 로마 및 콘스탄티노폴리스의 후계자인 제3의 로마이며 러시아의 차르는 제3의 로마 황제라고 주장하였으며, 동시에 동로마 제국의 사용 어휘, 의식, 칭호, 현재도 러시아의 국장으로 계승되는 쌍두 수리의 문장 등을 계승하여 사용하게 되었다. 후계자인 이반 4세는 즉위식 때 차르로써 대관식을 거행한 후 대내외적으로 차르 호칭을 공식적으로 사용하였으며, 이때부터 차르는 단순히 제3의 로마 황제를 의미하는 것뿐만 아니라 절대권력을 휘두르는 전제군주로서의 의미도 포함하게 되었다.

#### 이반 4세의 치세초기
차르의 독재권력의 확대는 이반 4세의 치세에 절정기를 맞아 그는 뇌제로써 역사에 이름을 남기게 되었다. 이반은 차르의 지위를 이제껏 볼 수 없을 정도로 상승시켰고, 정신적으로 불안정한 성격을 갖고 있었기에 무제한의 권력을 휘두를 수 있다는 위험을 무릅쓰고 있었다. 지적이며 정력적인 인물이었으나 이반은 피해망상 및 조울병의 발작으로 괴로워했고, 그의 통치방침도 극단적인 폭력적인 행동의 것이었다.
이반 4세가 대공의 자리에 오른 것은 1533년 3살때였다. 슈이스키 가문 및 베리스키 가문은  섭정의 자리를 둘러싸고 치열한 파벌 다툼을 벌였고, 이 상태는 이반이 1547년 공식적으로 차르가 될 때까지 계속되었다. 러시아의 제국 지향을 반영해 이반의 차르 대관식은 동로마 황제의 것을 모델로 공을 많이 들인 의식이었다. 측근 보야르들의 보좌를 받으면서 그는 치세 초기 일련의 뛰어난 개혁에 착수했다. 1550년대 이반은 새로운 법전을 공포하고 군대를 개선한 뒤 지방통치기관을 재조직했다. 이러한 개혁은 틀림없이 항구적인 전쟁에 대응하기 위한 강국화 정책이었다.

#### 이반 4세의 외교정책
지기문트 폰 헬벨슈타인 남작이 모스크바의 제사에 관한 기록을 1549년 출판할 때까지 서구인에 있어 러시아는 매우 수수께끼가 많은 사회였다. 이 책에서는 좀처럼 방문하지 않고 부족한 보고서도 없던 나라에 대해 어느 정도의 지식과 이해를 갖게 하였다. 1630년대 러시아를 방문한 아담 올레아리우스는 이 나라에 관련한 풍부한 정보를 생생한 모습으로 기술하여 전했고, 그의 책은 순식간에 유럽 여러 가지 언어로 번역되었다.
보다 더 상세한 정보는 잉글랜드와 네덜란드의 상인들에 의해 전해지게 되었다. 그들 중 한 명인 리처드 챈슬러는 1553년 북동항로를 항해해 백해에 도착해 모스크바에 상륙했다. 그는 잉글랜드로 돌아간 후 세바스찬 카포트, 휴 윌로비 경 및 수명의 런던 상인들과 함께 모스크바 회사를 설립했다. 이반 4세는 그들 상인을 엘리자베스 1세와 왕복 서신을 교환하는 데 이용했다.
1530년대부터 1540년대에 걸쳐 국내가 혼란을 일으켰으나 러시아는 전쟁과 국가확장을 진행했다. 이반은 1552년 볼가강 중류의 카잔 한국을 공격해 이를 병합하고, 그 후 볼가강과 카스피해에가 만나는 지점에 있던 아스트라한 한국을 멸망시켰다. 이러한 나라, 지역을 지배하에 두게 되면서 러시아는 현재와 같은 다민족, 다종교의 국가로 변모했다. 차르는 지금의 볼가 강 유역 전역에 지배를 미치고 중앙아시아로의 발판을 얻었다.
북서부의 발트해 해역으로 확장은 매우 곤란한 길이었다. 1558년 리보니아로 공격해 들어간 이반은 그 후 25년의 세월을 폴란드-리투아니아 연방, 스웨덴 및 덴마크와의 전쟁에 허비하게 되었다. 일시적인 우세도 보람없이 이반의 군세는 되밀려 러시아는 발트 해에서 패권을 획득하는 데 실패했다.
러시아의 군사적 관심이 리보니아에 집중하는 때를 이용해 크림의 지배자 데보레트 기레이는 12만 명의 기병을 이끌고 여러 번 모스크바를 공격했고, 1572년 모로디 전투에서 멈출 때까지 러시아에 대한 공격은 계속되었다. 그러나 이어서 수십 년에 걸쳐 남부 국경지대는 노가이 오르다 및 크림 한국의 약탈을 받아 지역주민들이 연행되어 그들의 노예가 되었다. 대 녹채 지대의 관리 및 경비에는 연간 수만 명의 병사의 배치를 필요로 해 그 부담은 러시아를 소모시켜 사회적, 경제적 발전을 저해했다.

#### 오프리치니크

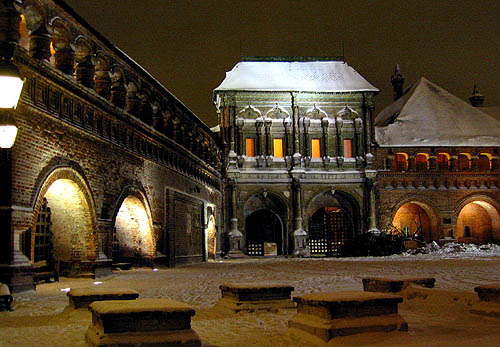
17세기 Krutitsy의 궁전.

1550년대 후반에 이르러 이반은 자신의 조언자였던 정부 및 보야르에 대해 적의를 갖게 되었다. 역사가들은 그의 분노의 원인에 대해 이것이 정치적 대립, 개인적 증오, 정신적 불안정 중 어느 것에 의한 것인가를 결정하지 못했다. 1565년 차르는 국가를 그의 사적 영지 오프리치니나와 공적 국토 젬시치니나의 2개로 분할한 다음, 오프리치니나를 포함한 자신의 영토를 수호할 목적으로 오프리치니크라는 친위대를 창설하였다. 이반은 오프리치니크를 이용해 자신에게 정적들로 판단된다고 생각되는 보야르, 상인, 더 나아가 평민들을 숙청하거나 학살하는 등 러시아에서 공포에 뒤덮어진 10년의 기간이 시작되었고 노브고로드 대학살(1570년)에서 정점에 달했다.
오프리치니나에서의 정책과 오프리치니크의 활동으로 인해 이반은 각 지역에서 지도적인 지위에 있던 보야르 가문이 갖고 있던 경제적, 사회적 영향력을 파괴했으나, 그들은 러시아의 강국화를 유지하고, 가장 우수한 국가의 관리, 운영능력을 갖춘 사람들이었다. 무역은 쇠퇴하고 농민들은 나날이 오르는 세금과 폭력의 위협을 피해 러시아에서 도망치려고 하였다. 농민들을 이동의 자유를 제한하는 것을 마련해 그들을 붙잡아 두게 되면서 러시아의 농촌사회는 법제화된 농노제에 가깝게 되었다. 1572년 이반은 마침내 오프리치니나 체제를 포기하고 오프리치니크 부대 또한 해체한다.
통설에 의하면 오프리치니나 체제는 전쟁의 인적, 물적 자원의 동원과 전쟁반대의 목소리를 억누르기 위한 것을 목적으로 만들어졌다고 한다. 그런 이유로 이반의 국외, 국내 정책은 러시아를 황폐화시켜 동란 시대(러시아어: Smutnoye vremya, 1598-1613)라고 부르는 사회분쟁과 내전을 일으키게 만들고 말았다.

### 동란 시대(1598년 ~ 1613년)

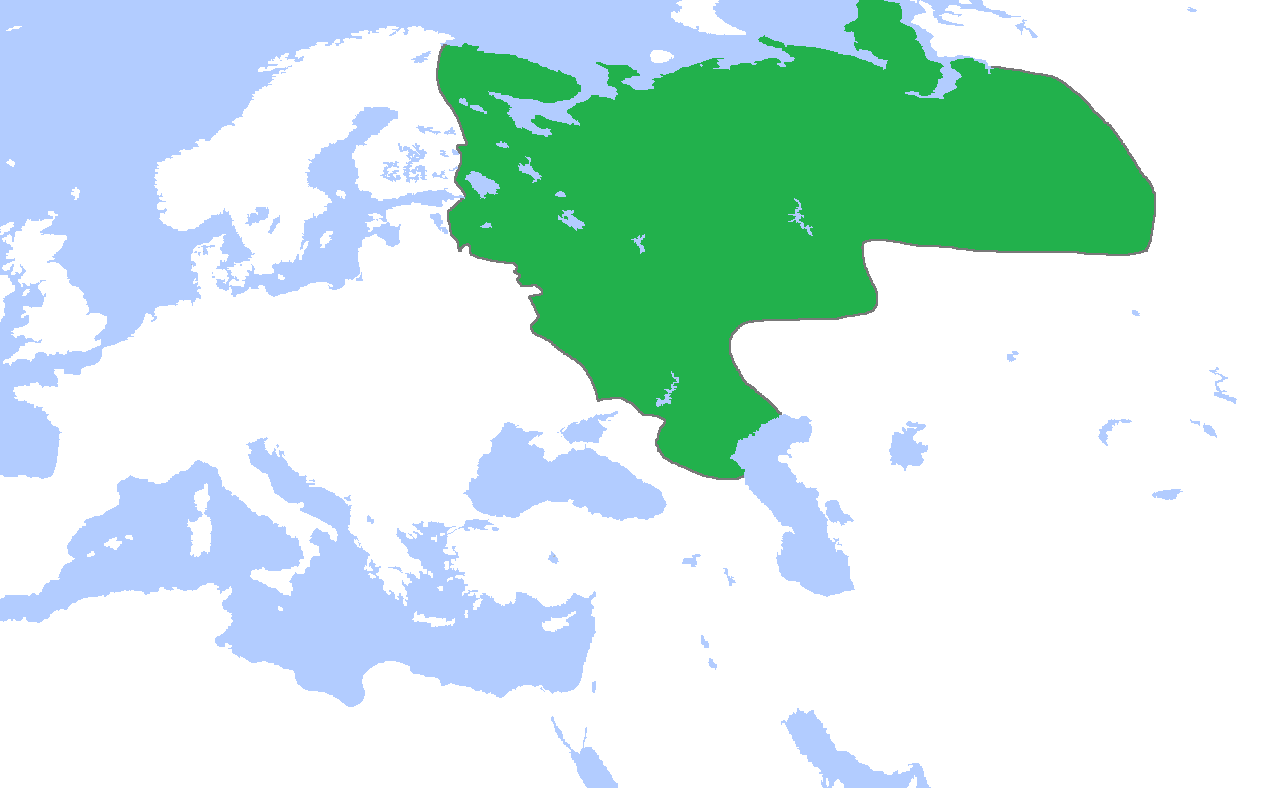
1600년경 동쪽으로 확장하기 전 러시아 차르국의 영역.

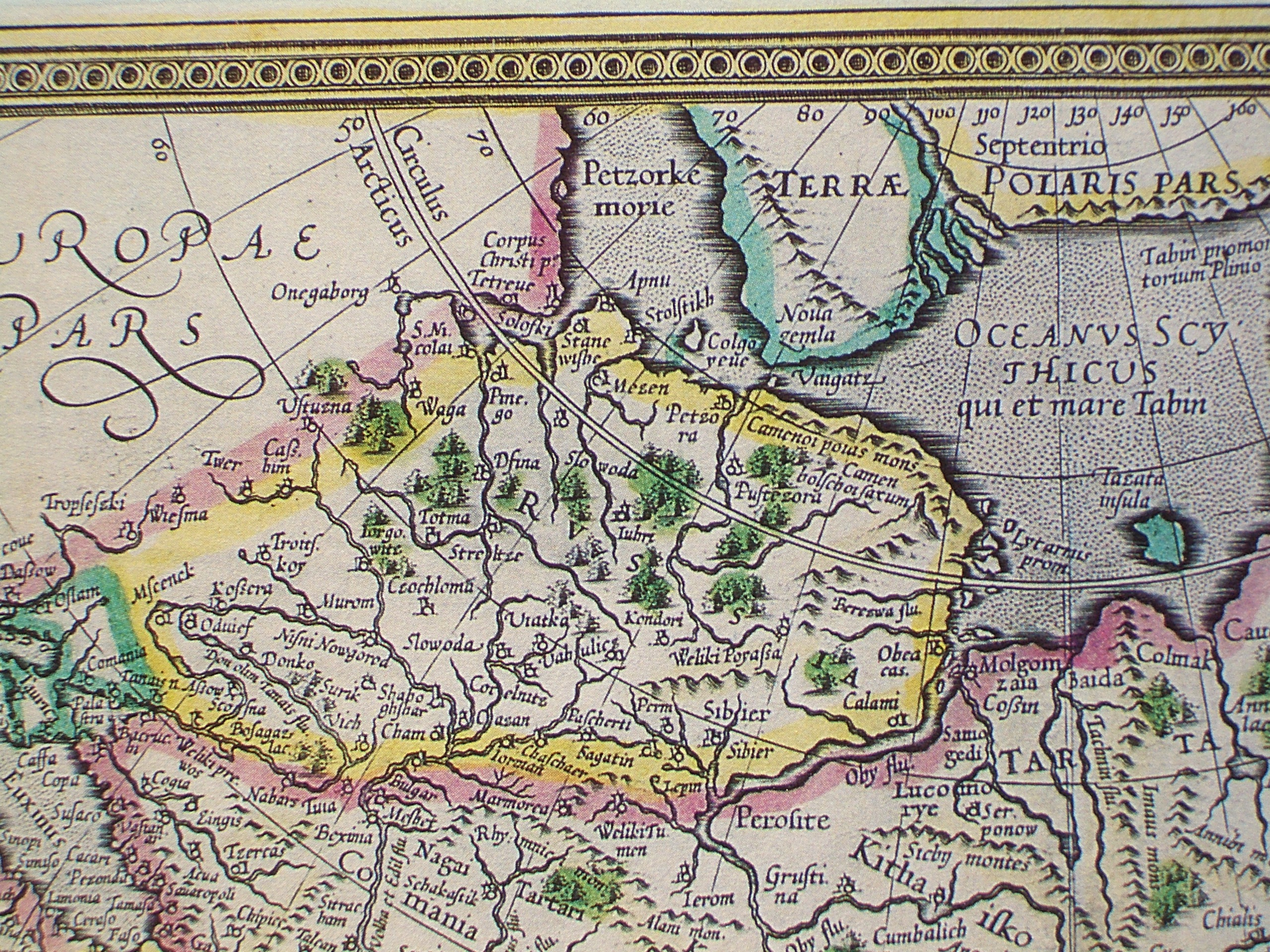
1595년 지도에서 러시아 차르국이 차지하던 아시아 영토의 모습. Gerardus Mercator

이반 4세의 후계자가 된 이는 지적장애가 있던 아들 표도르였다. 사실상의 정치권력은 차르의 아내의 오빠였던 대귀족 보리스 고두노프의 손으로 넘어갔다(보리스는 농노가 1년에 한 번만 이동의 자유를 주어 섬기던 영주를 변경하는 유리의 날을 폐지하였다). 표도르의 치세에서 아마 가장 중요한 사건은 1589년 모스크바 총대주교좌의 설치였다. 총대주교좌의 창설은 러시아 정교회의 분리와 완전독립을 목표로 하는 운동이 정점에 달한 것을 표시하는 것이었다.
1598년 표도르 1세가 후계자를 남기지 않고 서거하자 러시아 차르국을 포함한 전 루스 지역을 다스렸던 왕조인 류리크 왕조는 단절되었다. 보리스 고두노프는 국가의회 젬스키 소보르를 소집해 자신을 새로운 차르로 선출시켰으나, 많은 보야르 파벌이 그의 차르 즉위에 대한 승인을 거부했다. 또 대규모 수확부족이 1601-1603년의 러시아 대기근을 불러 일으켜, 러시아 사회에 불만이 축적되는 도중에 1591년 죽은 것으로 알려진 이반 4세의 또 한 명의 아들이라는 우글리치 공 드미트리란 이름을 가진 남자가 나타났다. 후에 가짜 드미트리 1세로써 알려지게 되는 이 참칭자는 폴란드-리투아니아 연방과 예수회의 지원을 받아 러시아로 쳐들어와 진군하면서 보야르 및 기타 세력들의 지지를 얻게 되었다. 역사가는 1605년 고두노프가 죽지 않았다면 이 위기를 넘기는 것을 할 수 있었을 것이다 라고 생각하고 있었다. 결국 가짜 드미트리 1세는 모스크바에 입성해 고두노프의 아들 표도르 2세를 살해하고 차르로써 즉위했다.
그 후 러시아 차르국은 동란 시대(러시아어: Смутное Время)로 알려지게 되는 끊임없는 혼돈의 시대에 들어서게 되었다. 차르에 의한 보야르에 대한 박해, 도시민의 억압, 서서히 진행된 소작농들의 농노로의 전락이 있었고, 권력자를 차르 한 사람만으로 한정시켜 집중시키기 위한 국가적 노력은 많은 사회세력에게 있어 결코 유쾌한 것은 아니었다. 전제정치를 대신하는 체제를 만들어 내지 않는 것에 대해 불만을 가진 러시아인들은 차례로 나타난 참징자들의 아래에 결집되었다. 이 시기 정치적 활동의 최종목표는 이때 독재자에 대한 영향력을 획득하여 독재자 그 자체를 대신하는 것이었다. 보야르는 자신들끼리 싸움을 계속했고, 하층계급은 맹목적인 반란을 일으켜 외국군이 수도 모스크바의 크렘린을 점거했다. 이러한 상황은 차르 독재주의가 러시아의 질서와 일체성을 회복하는 데 필요한 체제라는 것을 많은 사람들에게 믿게 만드는 바탕을 주게 되었다.

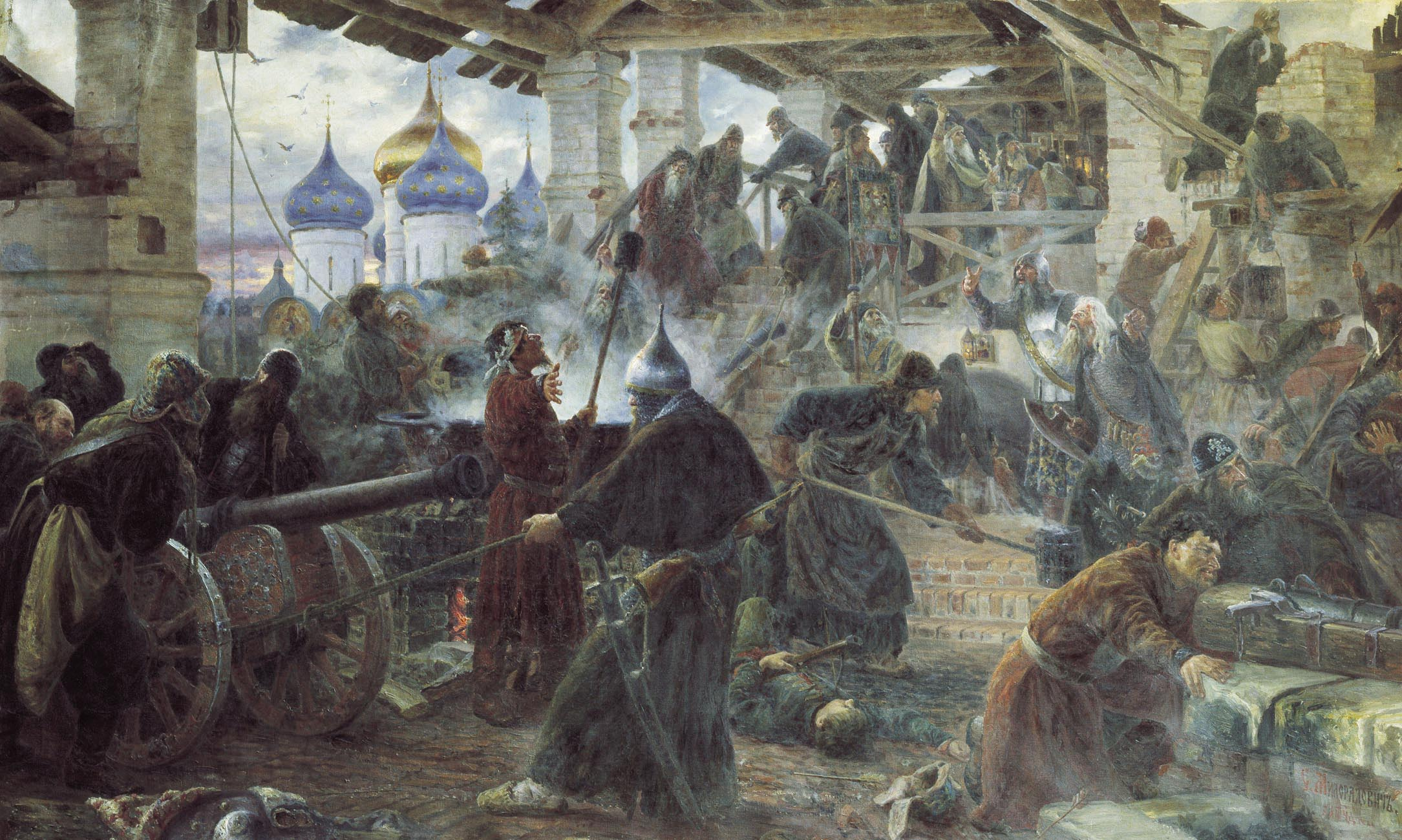
도로이체-세르기에바 라브라에서 폴란드를 상대로 성공적인 방어전을 지휘하는 정교회 수도승들.(1609년 9월에서 1611년 1월까지).

대동란은 차르의 자리를 둘러싸고 서로 대립하는 보야르 파벌들에 의한 음모 및 폴란드-리투아니아 연방 및 스웨덴을 비롯한 여러 주변국의 개입, 이반 보로트니코프가 이끄는 민중 속의 과격 불만분자 등에 의해 내전 양상을 띄게 되었다. 가짜 드미트리 1세와 그를 지지하는 폴란드군 수비대는 멸망하고 보야르 바실리 슈이스키가 1606년 차르가 되었다. 스스로의 지위를 유지하기 위해 슈이스키는 스웨덴과 동맹을 맺었고, 이것이 잉그리아 전쟁을 일으키게 되었다. 계속 나타나는 참칭자 가짜 드미트리 2세 역시 폴란드인과 결탁해 모스크바에까지 도달해 투쉬노 시에 가짜 궁정을 만들었다.
1609년 폴란드는 공식적으로 러시아에 개입을 개시해 슈이스키를 사로잡고 크렘린을 점거했다. 일부 보야르가 폴란드와 화평조약을 맺고, 폴란드 왕 지그문트 3세 바사의 아들 브와디스와프 4세를 차르로 추대했다.
1611년 가짜 드미트리 3세가 스웨덴 점령지역에 나타났으나 얼마 안가 체포되어 처형되었다. 폴란드 군의 주둔에 대한 불만이 러시아인들 사이에 애국심을 환기시켰다. 상인 스토로가노프 가의 자금원조와 러시아 정교회의 축복을 받은 의용군이 니즈니노브고로드에서 조직되어 드미트리 포쟈르스키 공작과 쿠지마 미닌이 이끌고, 크렘린에서 폴란드군을 몰아내었다. 1613년 젬스키 소보르는 보야르 미하일 1세를 차르로 선출하여 300년에 걸친 로마노프 왕조에 의한 통치가 시작되었다.

### 로마노프 왕조(1613년 ~ 1721년)

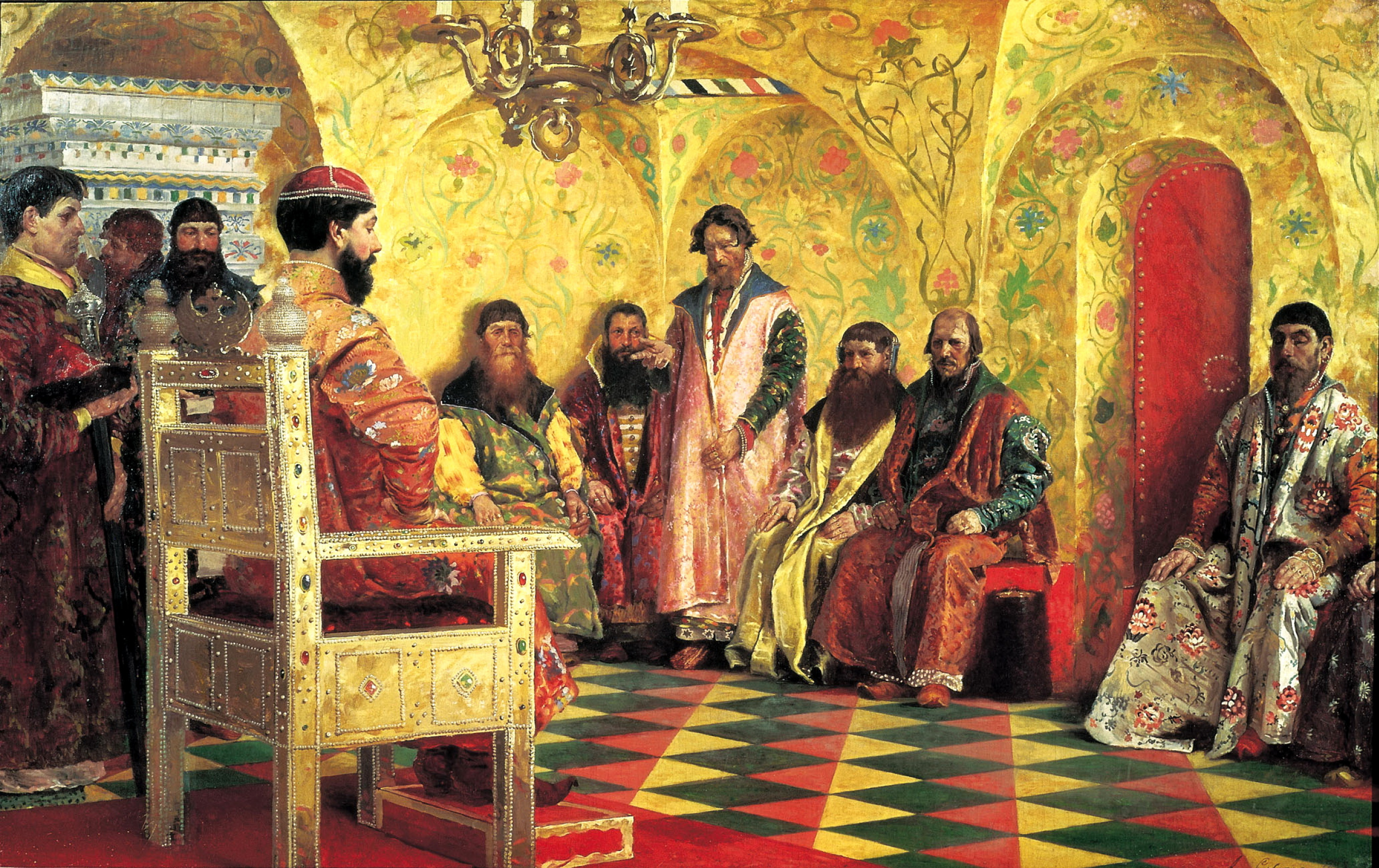
Andrey Ryabushkin. 보야르 두마에 입회한 차르 미하일.

새로운 왕조에 있어 가장 중요한 과제는 질서의 회복이었다. 러시아 차르국에 있어 행운인 것은 강대한 적국 폴란드와 스웨덴이 서로 격렬하게 대립해 분쟁을 계속하고 있어 러시아는 이것을 호기로 삼아 1617년 스웨덴과의 강화에 들어가는 데 성공했다. 1605년부터 이어진 폴란드-러시아 전쟁 (1605년-1618년)은 1618년 데울리노 조약에 의해 폴란드의 승리로 종결되어 폴란드-리투아니아 연방은 예전 1509년 리투아니아 대공국이 상실한 스몰렌스크를 포함한 지역을 일시적으로 회복하는 데 성공했다.
로마노프 왕가의 초기 통치자들은 약한 입장이었다. 미하일의 치세는 오랜 기간 1619년부터 모스크바 총대주교의 자리에 있던 차르의 친부 피라레트가 국정의 여러 가지를 전담하고 있었다. 미하일의 아들 알렉세이 미하일로비치(재위 1645-1676)도 처음엔 보리스 모로조프에게 통치를 일임했다. 모로조프는 지위를 이용해 민중을 압제를 했기 때문에 1648년 모스크바에서 소금 폭동이 일어나 경질되었다.
러시아 차르국은 스몰렌스크를 폴란드로부터 탈환하는 데 실패해 1634년 다시 강화를 맺게 되었다. 폴란드 왕 브와디스와프 4세 바사는 전임자 지그문트 3세 바사의 아들로써 예전 러시아의 보야르들에 의해 차르에 추대 받았으나, 이 전쟁 때 강화조약에 의해 차르의 지위에 대한 요구권을 포기했다.

#### 1649년 법전
독재정치는 동란 시대에도 존재하여 이어져 약체 또는 부정한 차르의 아래에서 중앙정부에 의한 관료제는 강해졌다. 정부의 관리들은 차례로 변한 차르의 정통성 및 보야르 파벌에 의한 차르 지위를 둘러싼 음모 등에 상관없이 정부에 대한 충성에 힘썼다. 17세기 들어 관료제는 비약적으로 확대되었다. 정부기관의 각 부서(프리카스의 숫자는 1613년 22개였으나 17세기 중엽에는 80개가 되었다. 각 부서는 자주 관할지역이 겹쳐졌기 때문에 경계를 정하기 위한 다툼이 일어났으나, 중앙정부는 지방총독을 통해 무역, 제조 나아가 러시아 정교회 등 국내의 모든 사회세력을 지배해 규제하게 되었다.
1649년에 도입된 포괄적인 회의법전은 러시아 사회에 대한 국가지배의 범위를 법으로 표시했다. 이 법전이 나올 때까지의 러시아의 귀족 계급이었던 보야르들은 국가에 예속된 종복이라는 새로운 타입의 엘리트로 편입되고, 드보랸스트보라고 불리는 새로운 귀족계급을 형성했다. 국가는 신구 귀족에게 봉사를 요구했으나, 그들의 임무는 기본적으로 유목민에게 습격 당하는 서부, 남부의 국경지대를 수비하는 것이었다. 그 대신 귀족들은 영지와 소작농을 하사 받았다. 16세기 러시아 국가는 서서히 농민이 영주를 선택해 이동하는 권리를 제한하게 되었다. 1649년 법전은 농민들을 토지에 묶여있게 만들었다.
러시아는 농노제를 완전히 정당화시켜 영주로부터 도망친 농민은 국가로부터의 도망친 자가 되었다. 영주는 농민에 대해 절대적인 권력을 갖게 되었다. 그러나 국유지에 살던 소작농들은 농노라고 보지는 않았다. 그들은 공동체 단위로 조직되어 납세 및 기타 의무를 공동으로 부담하였다. 다만 국유지 소작인은 농노와 마찬가지로 경작지에 묶여있었다. 도시의 중산계급이었던 상인과 직인은 세금을 부과하고 이동을 금지 당했다. 모든 주민은 군사의 징병과 특별과세에 합쳐 구분되었다. 많은 러시아인이 특정 거주구에 묶여 있었고, 1649년 법전은 이동의 자유를 빼앗아 사람들을 국가의 감시하에 두었다.

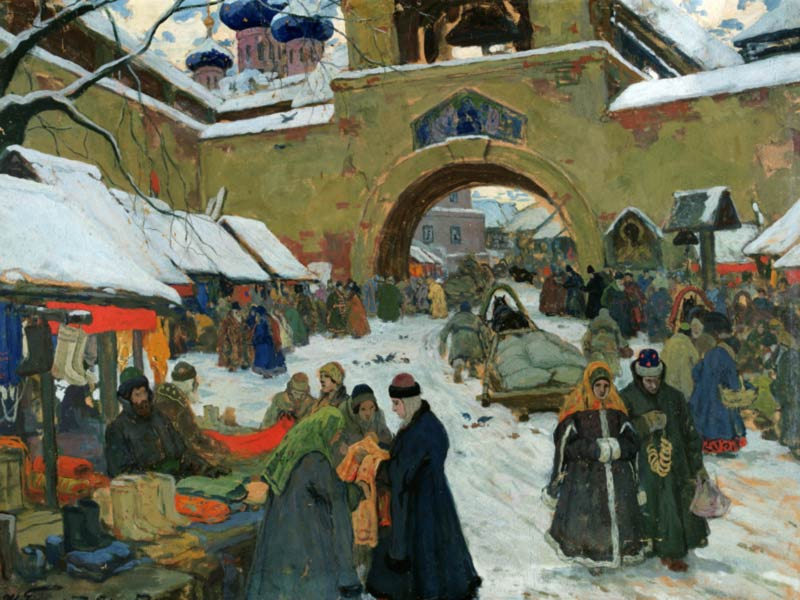
이반 고르유시킨 소로코푸도프(Ivan Goryushkin-Sorokopudov). 옛 마을의 장날(1910).

이 법전 아래에서는 국가에 의한 과세가 증가하거나 법적 규제가 강화되었기 때문에 대동란 이후라고 말할 수 있을 정도로 사회적 불만이 높아짐을 볼 수 있었다. 1650년대부터 1660년대에 걸쳐 도망친 농민의 숫자는 격증했다. 그들의 가장 좋은 피난지 돈강 유역은 돈 코사크가 지배하는 지역이었다. 이 땅은 1670년부터 1671년에 걸쳐 대규모 반란이 일어났다. 돈강의 코사크 중 1명인 스텐카 라진이 이 지역에서 일어난 부유한 코사크들을 이끌고 반란을 일으켰고, 자유와 토지를 요구하는 농노들을 놓아주었다. 예상외로 일으킨 반란은 볼가강 유역을 석권하고 수도 모스크바를 위협했다. 차르의 군대가 반란을 진압하는 시점에서 이미 반란자는 볼가강 유역의 주요도시의 대부분을 점령했고, 그들 반란자의 무용담은 러시아의 사람들을 매료시켜 후대까지 이야기로 전해졌다. 라진은 공개장소에서 고문 당하고 처형되었다.

#### 우크라이나 획득
러시아는 17세기를 거치면서 영역확대를 지속했다. 남서부에서 그때까지 폴란드-리투아니아 연방의 지배하에 있던 우크라이나를 획득했다. 자포리자 카자크의 코사크들은 군단을 조직해 폴란드, 크림 카국, 러시아가 국경을 접한 변경 지역에 밀집해 있었다. 비록 등록 카자크 군단으로 폴란드 군에 종군했음에도 불구하고, 자포리자의 카자크들은 강력하게 독립을 열망했고, 폴란드에 대한 반란을 반복했다. 1648년 흐멜니츠키 봉기가 일어나자 폴란드 지배하에서 사회적, 종교적 압박에 괴로워하던 우크라이나의 농민들도 여기에 가담했기 때문에 반란은 이전에는 없는 대규모가 되었다. 또 우크라이나인들은 크림 칸국과 동맹해 폴란드 지배에서 벗어나는 것을 목표로 했다. 그 후 크림 칸국이 폴란드로 돌아서자 독립을 지키기 어려운 우크라이나인들은 타국에게 군사원조를 요청할 필요에 직면했다.
1654년 우크라이나 지도자 보흐단 흐멜니츠키는 러시아의 차르 알렉세이 미하일로비치에게 우크라이나 지방에 대한 보호를 요청했다. 알렉세이의 승인은 1654년 페레야슬라프 조약에서 발효되어 폴란드와 러시아의 장기간에 걸친 전쟁을 일으키게 했다. 휴전조약이었던 1667년 안드루소보 조약은 우크라이나를 드네프르 강 유역에 따라 2개로 분할해 서부지역을 폴란드령으로 되돌려주고, 동부지역을 카자크 추장의 자치령으로써 분리하여 차르의 종주권하에 귀속시켰다.

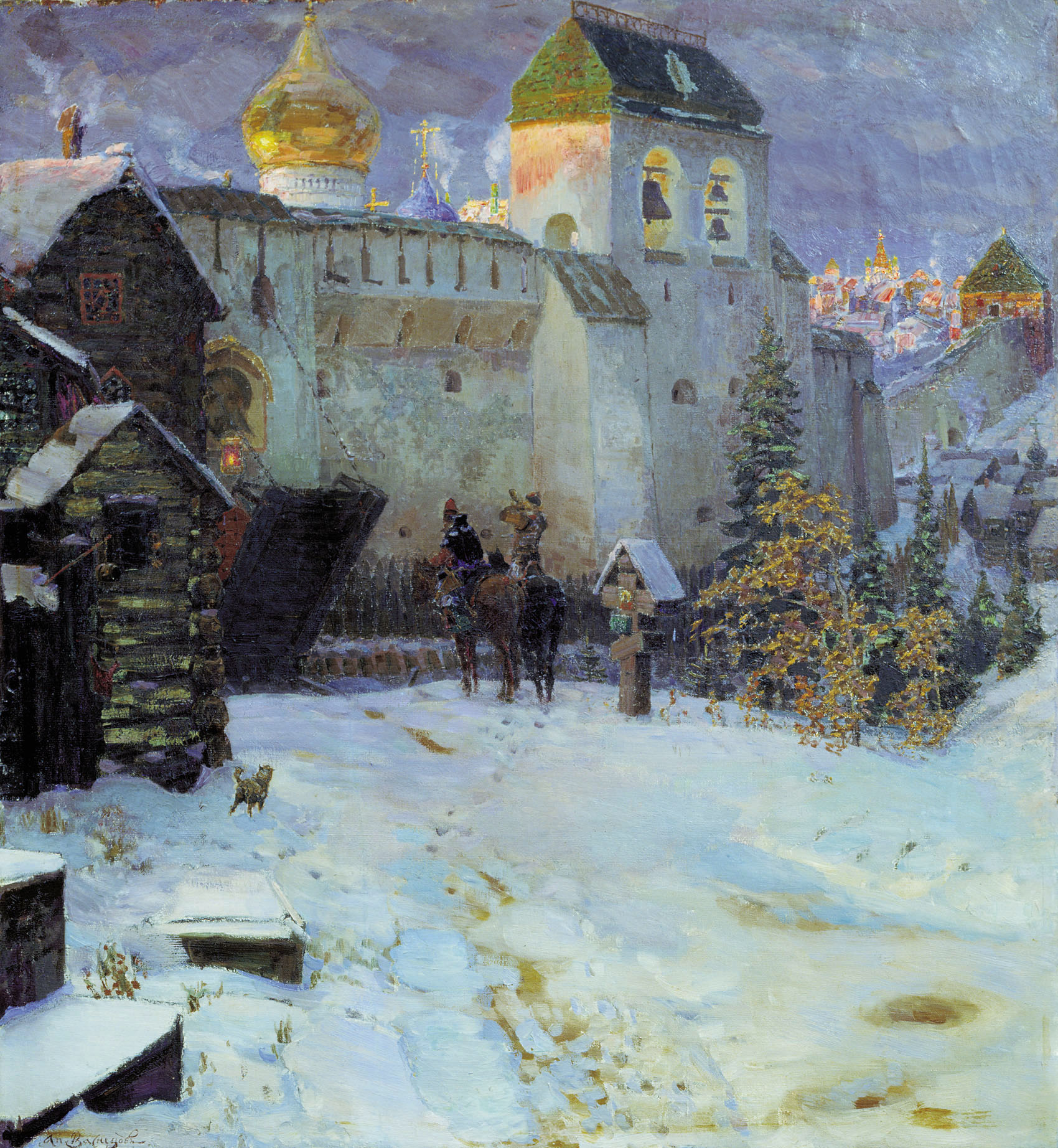
아포리나리 바스네초프. 러시아의 옛 마을.

#### 라스콜
러시아에 있어 남 서부지역의 확대, 특히 동부 우크라이나의 병합은 예기치 않은 결과였다. 대부분 우크라이나인은 정교회 신자였으나, 그들은 로마 가톨릭 및 폴란드의 반종교개혁과 깊이 관련되어 그러한 경험이 그들에게 서구의 지적 교류를 갖게 만들었다. 키예프의 아카데미를 통해 러시아는 폴란드 및 기타 중앙 유럽의 나라들, 많은 정교회 세계와 교류를 갖게 되었다. 우크라이나가 갖는 교류의 폭은 여러 가지 분야에서 러시아의 문화적 창조력을 자극하는 한편 러시아의 전통적인 종교실천 및 문화를 해쳤다. 러시아 정교회는 자신들의 의례서 및 종교실천이 다르게 변화하게 된 원인을 콘스탄티노폴리스와의 분리라고 보고 있었다.
모스크바 총대주교 니콘은 러시아 정교회의 예식을 원래의 그리스식과 일치 시키기로 결단을 내렸다. 그런데 니콘의 러시아 정교회 의례 개정안은 다수의 러시아인들에게서 맹렬한 항의를 받았다. 니콘에 의한 러시아 정교회의 예식개정은 결국 1667년의 라스콜(교회분열)을 낳았다. 개혁을 받아들여 수용하지 않는 사람은 구신도, 곧 고의식파라고 불렸고, 그들은 니콘파의 교회와 국가로부터 이단으로 단죄되어 가혹한 박해를 받았다. 이 교파의 유력한 지도자 중 1명이었던 우두머리 아바쿰 신부는 화형에 처해졌다. 교회분열은 결정적인 것이 되어 많은 상인 및 소작농이 구신앙신봉자파 교회에 참여했다.
차르의 궁정도 우크라이나 및 서구의 영향에서 피하지 못했다. 1631년 우크라이나는 수석대주교 페트로 모힐라가 창설한 학술성이 높은 아카데미를 통해 새로운 지식 및 사상의 전달장치의 역할을 해냈다. 이 새로운 지식의 유입은 바로크 스타일의 건축양식, 문학, 성상 제작 등으로 결실을 맺었다. 기타 러시아와 서구와의 직접 파이프가 된 것은 국제무역의 진전과 그에 따라 증가한 외국인의 도래에 있었다. 차르 궁정은 서구의 진보한 기술에 흥미를 표시하고 특히 군사부분에서의 혁신에 열심이었다. 17세기가 끝나갈 때까지 우크라이나, 폴란드, 그리고 서구의 문화 침투는(적어도 상류계급에 있어서는)러시아의 전통문화로의 고집을 잃고, 발본적인 서구화 개혁으로의 준비를 갖추게 되었다.

#### 시베리아 개척

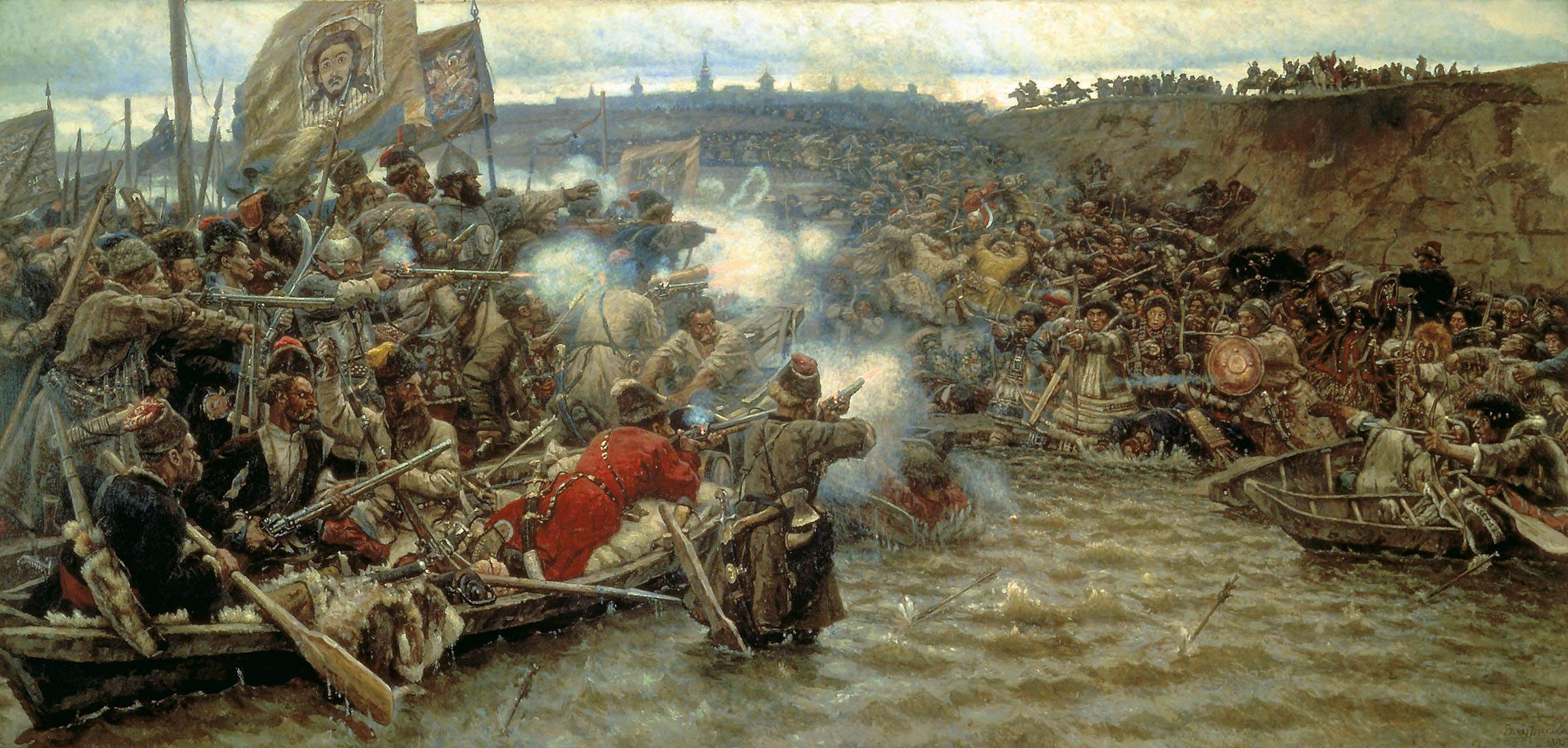
바실리 수리코프. 예르마크의 시베리아 개척.

동쪽으로의 영역확대는 비교적 저항을 받지 않는 채로 진행되었다. 1581년 상인 출신의 스트로가노프 가문은 모피 무역에 관심을 갖고, 코사크의 수령 예르마크 티모페예비치를 고용해 서시베리아로 개척을 개시했다. 예르마크는 시비르 한국을 병합하여 러시아의 귀족들과 군인으로 편입시키고 오비강과 이르티시강 서쪽을 러시아령으로 선언했다.
만가제야를 시작하는 거점으로 상인, 무역업자, 탐험가들이 오비 강, 예니세이강, 레나강에서 태평양 연안 동쪽으로 진출했다. 1648년 코사크 세묜 디지뇨프는 아메리카와 아시아 사이가 통행가능하다는 것을 알아 내었다. 17세기 중반 무렵 러시아인은 아무르강과 청나라의 변경지대에 도달했다.
청나라 정부와의 분쟁을 거치면서 러시아는 1689년 중국과 화평을 맺었다. 네르친스크 조약에 의해 러시아는 아무르 강 유역에 대한 요구를 철회하였으나, 바이칼호의 동쪽에 접하는 지역 및 북경과의 무역 루트를 획득했다.

#### 초기의 제국

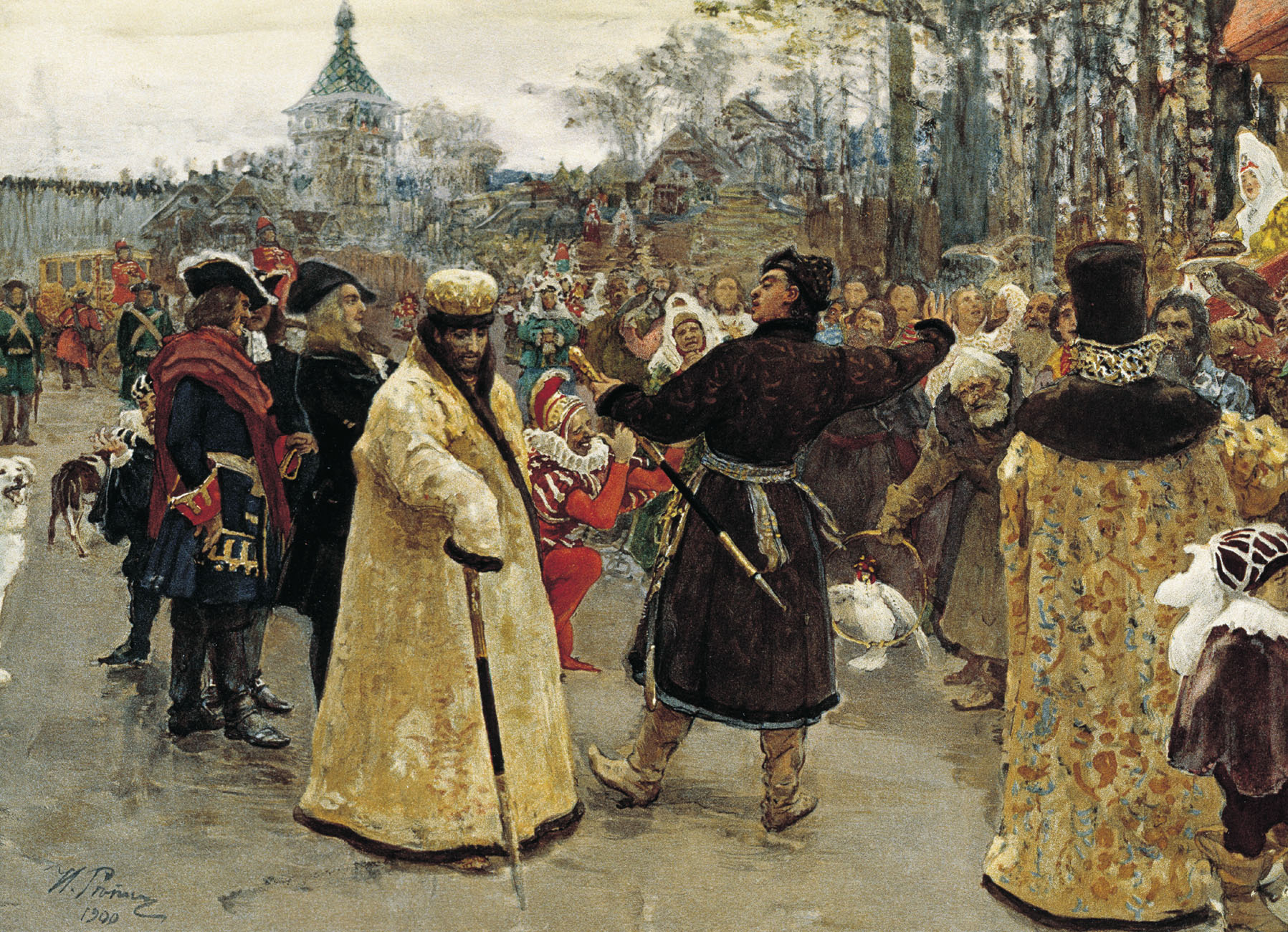
이리야 레핀. 2명의 차르: 표트르 1세와 이반 5세.

18세기 들어서면서 러시아는 정적으로 다소 고립된 전통적인 국가에서 보다 동적으로 부분적으로 서구화된 러시아 제국으로 변모했다. 이 변화의 원인을 표트르 대제의 선견성, 에네르기, 결단력을 요구하는 것은 결코 요점에서 벗어나는 것은 아니다. 역사가들은 표트르 개인이 러시아를 변화시켰다는 주장에는 반대했으나, 그가 2세기에 걸쳐 지속한 러시아 제국의 기반을 구축했다는 점에서는 일치된 견해를 보였다.
표트르의 치세에 러시아는 처음으로 유럽의 대국 중 하나로써 그 존재감을 과시했다. 이 시대 러시아는 내외에서 제국이라 불리는 내부를 갖추고 있었다. 그러나 19세기에는 패권군으로써 정치면에서 중심적인 역할을 맡았음에도 농노제를 유지한 것은 경제적 발전의 커다란 방해가 되었다. 18세기 후반 서유럽이 산업혁명에 의한 경제적 성장을 계속할 때 한편에서 러시아는 제국을 지탱하는 거대한 권력이 속박되어 서서히 쇠퇴를 보이기 시작했다.

## 원본 문서
- Grigory Kotoshikhin's Russia during the reign of Alexey Mikhailovich (1665) is the indispensable source for those studying administration of the Russian tsardom
- Domostroy is a 16th-century set of rules regulating everyday behaviour in the Russian boyar families.

## 같이 보기
- 러시아의 군주 목록

## 참조
1. 1 2 3  “"В некотором царстве, в некотором государстве..." Sigurd Shmidt, Doctor of history sciences, academician of Russian Academy of Sciences”. 2007년 10월 29일에 원본 문서에서 보존된 문서. 2008년 3월 22일에 확인함.
2. ↑  Vernadsky V. Muscovite Tsardom. in 2 v. Moscow: Agraph, 2001 (Russian)
3. ↑  “Russian Empire (<1917)”. Flags of the World. 2009년 12월 15일에 확인함.
4. ↑  Ruslan Skrynnikov. Boris Godunov. Moscow: Nauka, 1983. Reprinted 2003. ISBN 5-17-010892-3.

- Russia
- Jarmo Kotilane, Marshall Poe (ed.), Modernizing Muscovy: Reform and Social Change in Seventeenth Century Russia, Routledge, 2004, ISBN 0-415-30751-1